# Platypalpus vierecki
Platypalpus vierecki är en tvåvingeart som beskrevs av Axel Leonard Melander 1902. Platypalpus vierecki ingår i släktet Platypalpus och familjen puckeldansflugor.
Artens utbredningsområde är New Mexico. Inga underarter finns listade i Catalogue of Life.